# Igor Nagaïev
Igor Nagaïev est un kayakiste russe pratiquant la course en ligne né le 24 février 1966 à Kiev.
Il est médaillé d'argent du K2 500 mètres et du K4 1000 mètres aux Jeux olympiques d'été de 1988 à Séoul et participe aussi aux Jeux olympiques d'été de 1992.
Il remporte la médaille de bronze en K1 500 mètres aux Championnats du monde de course en ligne de canoë-kayak de 1986 .